# Zhong ji yi ban
Zhong ji yi ban (cinese tradizionale: 終極一班, cinese semplificato: 终极一班, titolo internazionale: KO One) è una serie televisiva taiwanese andata in onda nel 2005 sul canale televisivo GTV.
Sebbene gli indici di ascolto del drama non fossero estremamente alti, esso portò alla ribalta tre dei suoi attori protagonisti (Jiro Wang, Calvin Chen e Aaron Yan), che fanno ora parte della boy band mandopop Fahrenheit. Il drama portò anche successo al cantante taiwanese Tank, che aveva scritto e cantato la sigla iniziale e finale del drama. La colonna sonora originale di KO One fu la colonna sonora con le migliori vendite del 2006, con più di 60 000 copie vendute a Taiwan nel giro del primo mese, battendo i record di vendita delle colonne sonore di drama popolari quali E zuo ju zhi wen e The Prince Who Turns Into A Frog. Il sequel, The X-Family, è andato in onda a Taiwan a partire dall'8 agosto 2007. La terza stagione della saga, Zhong ji san guo, è stato messo in onda a partire dal 27 febbraio 2009.

## Trama
Zhong Ji Yi Ban è una classe della Ba Le High School, progettata appositamente per i delinquenti e reietti che le altre scuole non accettano. Sebbene la situazione sia tale, ognuno nella classe è leale al leader Wang Da Dong (Jiro Wang), che è KO.3 e morirebbe per i suoi amici. Un altro KO.3, Wang Ya Se, chiamato anche Ya Se Wang (Calvin Chen), e il KO.4 Ding Xiao Yu (Aaron Yan) si uniscono presto alla classe e, a causa di alcuni eventi fortuiti, le vite dei tre si legano indissolubilmente e loro diventano migliori amici. Un altro studente della classe, Lei Ke Si (Danson Tang), che è stato assente per un intero semestre, si riunisce al gruppo. Sebbene Lei Ke Si sembri un ragazzino debole che abbia solo buone intenzioni, Ya Se sospetta che egli sia KO.2, perché la leggenda dice che i KO.1 e KO.2 siano capaci di mascherare la propria vera identità.
Nel frattempo, iniziano ad accadere diversi incidenti il cui colpevole sembra essere Ya Se. Ma Ya Se viene in realtà incastrato da Lei Ke Si, che è il vero colpevole. Lei Ke Si fa in modo che Ya Se sembri malvagio, così Da Dong non gli crede quando egli rivela che Lei Ke Si è KO.2. Presto appare anche An Qi, che è la ragazza per la quale Da Dong e Lei Ke Si avevano una cotta quando erano più giovani. La sua comparsa fa rivelare a Lei Ke Si la sua vera identità, per lottare contro Da Dong (per avere An Qi). Dopo che Lei Ke Si lascia KO One, anche Xiao Yu inizia ad avere una cotta per An Qi. Da Dong e Xiao Yu combattono ancora per An Qi, ma Da Dong non capisce di avere una cotta per l'insegnante della classe, Tian Xin (Melody) finché la stessa An Qi non glielo dice. Presto An Qi ritorna in America, e strane cose iniziano ad accadere. Due nuove ragazze si uniscono alla classe, e una di loro si prende una cotta per Ya Se. Sebbene egli sia molto freddo e rifiuti di accettarla a causa del suo atteggiamento goffo, alla fine cambia idea e si innamora veramente di lei. Alla fine anche Lei Ke Si torna, per dire al gruppo come sconfiggere il loro nemico comune Hei Long. Nella battaglia finale Da Dong, Ya Se, Xiao Yu e Lei Ke Si uniscono i loro poteri e sconfiggono il male che li circondava, ma la battaglia causa un'enorme esplosione che fa perdere i poteri ad entrambi gli avversari.

## Personaggi principali
Wang Da Dong (汪大東)
È il leader della banda della scuola conosciuta come "Zhong Ji Yi Ban" (終極一班 / Classe Estrema). È testardo e ha molta fiducia in se stesso. Di fronte ai genitori si comporta da figlio obbediente, e tenta di nascondere loro la verità sulla sua vita scolastica. Tutti nella Zhong Ji Yi Ban ascoltano cosa ha da dire.
Da Dong è al numero 3 dei Gradi KO, e ha un punteggio di combattimento di 9.000.
Sebbene egli sembri duro e freddo, in realtà è una persona buona nel profondo del cuore, e mostra questo suo lato premuroso ogni volta che un suo amico ha bisogno d'aiuto.
La sua arma principale è la "Long Wen Ao" (龍紋鏊 / Piastra tatuata del drago), il cuo aspetto peculiare è che può cambiare i punti di combattimento del suo proprietario in base ai punti del suo opponente; egli diventa più forte quando deve fronteggiare avversari potenti, e rimane normale quando gli avversari sono più deboli di lui (遇強則強、遇弱則弱).
Wang Ya Se (王亞瑟)
È il figlio di un gangster, capo della banda "Tu Long Bang" (土龍幫).
È ricco, potente, sicuro di sé, e la sua principale preoccupazione riguarda il suo aspetto fisico.
Come Da Dong, occupa la terza posizione nei Gradi KO, avendo 9.000 punti combattimento. Siccome egli e Da Dong dividono la terza posizione, originariamente si era unito alla Zhong Ji Yi Ban per sfidarlo, ma prima che potessero combattere sono diventati migliori amici.
La sua arma principale è la Shi Zhong Jian (石中劍 / Spada nella roccia) - una lama spirituale creata da Mago Merlino e utilizzata da Re Artù. Quando egli rimuove la lama dalla roccia, la sua essenza si impossessa di lui e gli permette istantaneamente di ottenere poteri maligni, anche se gli fa perdere controllo sulle sue azioni.
Ding Xiao Yu (丁小雨)
Xiao Yu è uno studente in scambio scolastico proveniente dalla Tuo Nan High School (拓南高中), egli è conosciuto per essere al quarto Grado KO, i suoi punti combattimento sono 8.500. È incline a lanciare occhiate gelide agli altri, se non acconsentono a lasciarlo da solo.
Non gli piace la violenza, ma se qualcuno gli colpisce la testa reagisce definitivamente.
Come armi usa i suoi potenti pugni; si dice che il suo pugno sinistro abbia la forza di una bomba atomica, mentre il suo pugno destro è dieci volte più forte. Tuttavia, se decide di usare la mano destra non è più capace di usare nessun potere per tre ore, e può anche rischiare di perdere la vita.
Huang An Qi (黃安琪)
An Qi è figlia di un famoso politico, oltre che un'amica d'infanzia di Da Dong e Lei Ke Si. È stata innamorata di Da Dong per molto tempo, ma non ha mai conosciuto i sentimenti di lui né il fatto che anche Lei Ke Si la amasse.
Si è trasferita in America cinque anni prima delle vicende narrate, ma durante questo periodo ha scritto oltre cinquemila lettere a Da Dong - due lettere a settimana. Non ha mai ottenuto una sua risposta, anche se lui ha conservato tutte le sue lettere come ricordo.
Il suo amore per Da Dong è la ragione per cui Lei Ke Si, il loro migliore amico, nasconde un'incredibile rabbia verso Da Dong. Quando Lei Ke Si rivela la sua identità di KO.2 e manda Da Dong all'ospedale, lei decide di tornare in America per dimenticarsi di tutto quello che prova per Da Dong, perché crede che la rivalità tra lui e il suo migliore amico sia stata causata dal suo amore.
Tian Xin (田欣)
È l'insegnante designata alla Zhong Ji Yi Ban (終極一班). A causa di un "incidente" e del passato di suo fratello minore, è andata all'università a studiare per diventare insegnante, nella speranza di portare i cattivi studenti sulla buona strada e far fare loro del bene.
Come persona, è molto amante del divertimento e tende a balbettare quando si arrabbia.
All'inizio non piace a Da Dong a causa della sua posizione di insegnante, ma alla fine egli viene commosso dalla sua gentilezza e decide di farla diventare la loro insegnante personale, per aiutarli ad entrare al college.
Sha Jie (煞姊)
È al numero 13 nei Gradi KO.
Sha Jie è il capo della gang di ragazze della classe. Per essere una ragazza, è estremamente meschina e crudele.
È innamorata di Da Dong sin dall'inizio della serie, ma egli non ha mai mostrato nessun segno che lei le piaccia.
Lei Ke Si (雷克斯)
È l'amico d'infanzia di Da Dong, di cui lui si fida ciecamente. Lei Ke Si ama An Qi sin dall'infanzia, ma ha sviluppato una grande rabbia verso Da Dong in quanto la ragazza è sempre stata innamorata di lui, ha addirittura tentato di ottenere vendetta contro il suo migliore amico.
A scuola è conosciuto come il cervello di Da Dong.
A causa del suo travestimento da ragazzino debole che ha solo buone intenzioni, nessuno sa che Lei Ke Si in realtà è KO.2 - il secondo combattente più forte nei Gradi KO, e i suoi punti combattimento ammontano a 10.000.
La sua arma è la "Ah Rui Xi Zhi Shou" (阿瑞斯之手 / Mano di Ares), un guanto di metallo recuperato dai regni dell'oscurità eterna.

## Gradi KO
| Grado KO | Nome                                     | Sesso     | Soprannome                     | Punti combattimento | Armi/abilità speciale |
| -------- | ---------------------------------------- | --------- | ------------------------------ | ------------------- | --- |
| 1        | Tian Hong Guang (田弘光)                 | Maschio   | Nessuno (無名)                 | 15.000              | Lama del drago (龍斬) |
| 2        | Lei Ke Si (雷克斯)                       | Maschio   | Zhan Shen (戰神)               | 10.000              | Mano di Ares (阿瑞斯之手) |
| 3        | Wang Da Dong (汪大東)                    | Maschio   | Da Dong (大東)                 | 9.000               | Piastra tatuata del drago (龍紋鏊) |
| 3        | Wang Ya Se (王亞瑟)                      | Maschio   | Ya Se Wang (亞瑟王)            | 9.000               | Spada nella roccia (石中劍) |
| 4        | Ding Xiao Yu (丁小雨)                    | Maschio   | Nai Da Wang (耐打王)           | 8.500               | Potente pugno sinistro (黃金左拳) o Estremo pugno destro (致命右拳) / Mano di Ares (阿瑞斯之手) presa in prestito da Lei Ke Si (雷克斯) |
| 5        | Tong Da You (童大友)                     | Maschio   | Tai Shan (泰山)                | 8.000               | - |
| 7        | Cai Yun Han (蔡雲寒)                     | Femmina   | Jin Gang Jie Jie (金剛姊姊)    | 7.000               | Frusta della verità del desiderio di vivere del dolore che uccide (痛不欲生實話鞭)                                                      |
| 9        | Cai Yi Ling (蔡一0)                      | Maschio   | Cai Yi Ling (蔡一0)            | -                   | - |
| 11       | Da Li Jun (大力俊)                       | Maschio   | -                              | -                   | Super-forza (大力) |
| 13       | Sha Jie (煞姊)                           | Femmina   | Zhong Ji Ban Hua (終極班花)    | 4.000               | - |
| 14       | Tao Zi (桃子)                            | Femmina   | -                              | -                   | - |
| 15       | Bai Linda (白琳達)                       | Femmina   | -                              | -                   | - |
| 19       | Zhong Quan (忠犬)                        | Maschio   | Tian Shi Zhong Quan (天使忠犬) | -                   | - |
| 21       | Tian Cai Xiao Diao Shou (添財小釣手)     | Femmina   | -                              | -                   | - |
| 22       | Bing Qi Lin (冰畸淋)                     | Femmina   | -                              | -                   | - |
| 23       | Na Lu Wan Zai (那瀘灣仔)                 | Maschio   | -                              | -                   | - |
| 24       | Xuan Wo Ming Ren (炫窩名人)              | Maschio   | -                              | -                   | - |
| 25       | Bing Qi Bu (冰畸怖)                      | Femmina   | -                              | -                   | - |
| 26       | Kua Ke Xiong Di (夸克兄弟)               | Maschi(o) | -                              | -                   | - |
| 27       | Guai Yi Bo Shi (怪衣博士)                | Maschio   | -                              | -                   | - |
| 28       | Zang San Feng (髒三瘋)                   | Maschio   | -                              | -                   | - |
| 135      | Jin Bao San (金寶三)                     | Maschio   | Nei Shang Wang (內傷王)        | 2.000               | Pi Ren Jiu zhan (屁人九斬) |
| 150      | L'unico studente elementare (唯一國小生) | Maschio   | -                              | -                   | |

## Gruppi
Zhong Ji Yi Ban (終極一班)
Conosciuta anche come "La classe estrema". È una classe formata da disadattati che sono stati cacciati fuori o non accettati da altre scuole. La serie tratta principalmente gli eventi che accadono intorno ai componenti della classe. Gli alunni di questa classe sono conosciuti per essere molto problematici, ma anche molto leali al proprio leader Wang Da Dong (汪大東).
Membri:
Wang Da Dong (汪大東) - leader
Wang Ya Se (王亞瑟)
Ding Xiao Yu (丁小雨)
Jin Bao San (金寶三) - consigliere
Ji An (技安)
Sha Yu (鯊魚)
Xiao La (小辣)
Cai Wu Xiong (蔡五熊)
Cai Yun Han (蔡雲寒)
Xia Ba (下巴)
Liang Zhi (兩指).
Membri precedenti:
Lei Ke Si (雷克斯)
Huang An Qi (黃安琪)
Sha Jie (煞姊)
Tao Zi (桃子)
Bai Linda (白琳達)
Fu Tou (斧頭)
Zhu Pi (豬皮).
Tu Long Bang (土龍幫)
È una gang controllata dal padre di Ya Se, Wang Tu Long (王土龍). Egli ha dato avvio alla gand dopo aver lasciato la Wu Li Cai Jue Suo (武力裁决所), nella speranza di essere capace di proteggere se stesso e suo figlio da Hei Long.
Members:
Wang Ya Se (王亞瑟)
Wang Tu Long (王土龍) - capo
Wu Li Cai Jue Suo (武力裁决所)
Un'organizzazione creata da 7 persone tre decadi prima degli avvenimenti narrati. Col passare del tempo sono accaduti diversi avvenimenti, tra cui la morte o l'abbandono della maggior parte dei membri della gang. Quando tutti se ne sono andati in un modo o nell'altro, Hei Long è diventato il capo e ha disposto di trovare e catturare le persone con più gradi KO, per farne dei suoi subalterni oppure per eliminarli. Alla fine, l'organizzazione viene distrutta quando il potere del capo si disperde, e i subalterni sono liberi.
Membri:
Hei Long (黑龍) - capo
Tian Hong Guang / Wu Shi Zun (田弘光 / 武屍尊)
Wu Shi Wu (武屍無)
Lei Ke Si / Wu Shi Duo (雷克斯 / 武屍奪)
Wu Shi Du (武屍毒)
Wu Shi An (武屍暗)
Wu Shi Hui (武屍毀)
Membri precedenti:
Wang Tu Long (王土龍)
Duan Chang Ren (斷腸人)
Il padre di Xiao Yu
Dong Cheng Wei (東城衛)
Una band musicale underground che può usare l'atmosfera musicale per aumentare il potere delle persone. Da Dong va spesso da loro a cantare per migliorare il suo potere, insieme a Wang Ya Se e Xiao Yu.
Membri:
Xiu (脩) - capo
Deng (鐙)
Ming (冥)
Qiu (萩)
Wang Da Dong (汪大東) - membro a intermittenza

## Cast

### Cast principale
- Jiro Wang (汪東城): Wang Da Dong (汪大東)
- Calvin Chen (陳奕儒): Wang Ya Se (王亞瑟)
- Aaron Yan (炎亞綸): Ding Xiao Yu (丁小雨)
- Stephanie Lee (李妹研): Huang An Qi (黃安琪)
- Melody (殷悦): Tian Xin (田欣)
- Sunnie Huang (黄小柔): Sha Jie (煞姊)
- Danson Tang (唐禹哲): Lei Ke Si (雷克斯)

### Cast esteso
- Zhang Hao Ming (張皓明): Jin Bao San (金寶三)
- Na Wei Xun (那維勲): Duan Chang Ren (斷腸人) / Hei Long (黑龍)
- Chen De Xiu / Xiu (陳德修 / 脩): Xiu dei Dong Cheng Wei (東城衛 - 脩)
- Li Ming Han (李明翰): Ming dei Dong Cheng Wei (東城衛 - 冥)
- Deng Hua Dun (鄧樺敦): Deng dei Dong Cheng Wei (東城衛 - 鐙)
- Qiu Yi Hong (邱議弘): Qiu dei Dong Cheng Wei (東城衛-萩)
- Xie He Xian / a Chord (謝和弦): Sha Yu (鯊魚)
- Cai Han Cen / Han (蔡函岑 / 寒): Cai Yun Han (蔡雲寒)
- Cai Yi Zhen / Wu Xiong (蔡宜臻 / 五熊): Cai Wu Xiong (蔡五熊)
- Jian Han Zong (簡漢宗): Su Bu Qi (蘇布啓) [Maestro del trapano]
- Ye Hui Zhi (葉蕙芝): Gu Wen Jing (古文靜) [Insegnante di cinese]
- Xia Jing Ting (夏靖庭): Jia Yong (賈勇) [Decano della scuola]
- Ba Ge (巴戈): Qian Lai Ye (錢萊冶) [Preside]
- Wang Qian Cheng (王巧琤): Liang Zhi (兩指)
- Li Yi Hua (李衣驊): Xia Ba (下巴)
- Chen Zhen Wei (陳振偉): Fu Tou (斧頭)
- Xu Zhi Yan (許智彥): Zhu Pi (豬皮)
- Ke Tian Bei (柯天貝): Bai Linda (白琳達)
- Wang Huai Xuan (王懷萱): Tao Zi (桃子)
- Lu Jian Yu (陸建宇): Xiao La (小辣)
- Andy Gong (龔繼安): Ji An (技安)
- Huang Wan Bo (黃萬伯): Dao Ba Jie Sen (刀疤傑森)
- Ah Jiao (阿嬌): Ceng Mei Hao (曾美好)
- Chen Bo Zheng (陳博正): Wang Tian Yang (汪天養)
- Wu Chun (吳尊): Tian Hong Guang (田弘光) / Wu Shi - Chun (武屍-尊)
- Li Jie Sheng (李傑聖): Insegnante Yu Sheng De (于聖德老师)
- Deng An Ning (鄧安寧): Wan Bo (萬伯)
- Figaro Ceng (曾少宗): Ceng Shao Zong (曾少宗)
- Huang Hong Sheng / Xiao Gui (黃鴻升 / 小鬼): Cai Yi Ling (蔡一0)
- Cai Ming Xun (蔡明勳): Da Li Jun (大力俊)
- Liu Er Jin (劉爾金): Dottore
- Yang Jie Mei (楊潔玫): Bai Mu Dan (白牡丹)
- Qian De Men (乾德門): Proprietario del Negozio d'Armi
- Li Bing Yi (李秉億): Dottore
- Zhang Bo Han (章柏翰): Infermiera
- Zhang Yi Jie (張義傑): as Wu Shi - An (武屍-暗)
- Fang Bo Hua (方柏華): as Wu Shi - Hue (武屍-毀)
- Chen Xiao Fu (陳孝輔): as Wu Shi - Du (武屍-毒)
- Li Luo (李羅): Wang Tu Long (王土龍)

## Citazioni dette da Ya Se
- Oh Donna, Bellezza e Conoscenza, puoi averne solo una. Averle tutte o non averne nessuna, è comunque una tragedia. (女人啊女人，容貌和知識擇其一吧，兩者俱得，兩者俱失，都是悲劇收場)
- Cosa sono gli amici? Gli amici sono quegli idioti che rimangono al tuo fianco anche quando fai un terribile errore! (什麼是朋友？朋友永遠是在你犯下不可原諒錯誤的時候，仍舊站在你那邊的笨蛋！)
- Shakespeare - Giulio Cesare: "A volte gli uomini sono padroni del loro destino; la colpa, caro Bruto, non è delle nostre stelle, ma nostra, che noi siamo dei subalterni". (Shakespeare 說:人們可支配自己的命運，若我們受制於人，那錯不在命運，而在我們自己。)
- Ci serve molto più coraggio a perdonare qualcuno, che a vendicarsi. (原諒一個人比報仇更需要勇氣)
- Una relazione non vuol dire che più sacrifici fai, e più bello sarà il lieto fine. (愛情呢並不是說你越努力它就一定會有好結果)
- Tagore: Chiede il Possibile all'Impossibile: "Dov'è la tua dimora?" Giunge la risposta: "Nei sogni di chi si sente impotente". (泰戈爾說：“可能”問“不可能”：你住在哪裡 ，“不可能”回答說：在那無能為力的夢裡)
- Una storia d'amore perfetta indebolisce la nostra intelligenza, una storia d'amore imperfetta ci fa male al cuore. (完美的愛情讓人意志薄弱，不完美的愛情傷害人心)
- Se ci sono dei dubbi, c'è anche una verità. Perché la verità è l'ombra del dubbio. (有懷疑就有真理，因為真理是懷疑的影子)
- Shakespeare: "Essere o non essere, questo è il problema".
- Shakespeare: "Quando un cuore orgoglioso è ferito, l'amicizia è la miglior medicina". (Shakespeare 说：當榮譽心受伤的时候，友谊是治愈它的良藥)